# 青島 (運送艦)
青島（せいとう/せいたう）は、日本海軍の運送艦。艦名は本艦の前身だった貨物船が自沈していた中国山東省の港湾「青島港」にちなむ。

## 概要
第一次世界大戦で日本はドイツに宣戦布告して青島を攻略占領したが、その時に港に自沈していたうちの1船で、元はドイツのフレンスブルク社建造のドイツ貨物船「デュレンダルト（Durendart）」。1914年（大正3年）11月7日に捕獲、浮揚して1915年（大正4年）8月23日に「青島」と命名して運送船に類別された。その際、給糧設備と給炭設備を設けている。1920年（大正9年）4月1日には特務艦（運送艦）とされた。
主な戦歴は第一次世界大戦での青島方面への輸送任務、1918年（大正7年）のウラジオストクへの軍需品輸送任務、1930年（昭和5年）に砲艦「小鷹」を日本から上海まで輸送する任務など。元々は大型の貨物船であり利用価値は高かったがボイラーの不調に悩まされた。
1936年（昭和11年）4月1日に除籍。1937年（昭和12年）1月22日、名称を廃艦第8号とする。1939年（昭和14年）4月30日に戦艦の主砲射撃の実艦標的として土佐沖で撃沈処分された。

## 艦型
無線機は1924年時点でM式三号三吉送信機1台、七年式受信機1台、一一式増音機1台を装備した。

### 搭載量
1924年時の運送艦としての能力は以下の通り。
- 補給用石炭: (和炭) 4,695.4トン
- 自艦用清水:缶水210トン、自艦用飲料水256トン
- 補給用清水:660トン
- 冷蔵庫容積:獣肉4,500貫、野菜3,000貫
- 製氷機:6台
- 便乗者用ベッド:14台

積載装備は前檣に15トン・デリック1本、3トン4本、3トン揚貨機4台。
後檣に3トン・デリック4本、3トン揚貨機4台。

## 公試成績
| 実施日         | 種類     | 排水量 | 回転数  | 出力      | 速力       | 場所 | 備考 | 出典  |
| -------------- | -------- | ------ | ------- | --------- | ---------- | ---- | ---- | ----- |
| 1919年11月29日 | 公試運転 |        | 68.9rpm | 1,195馬力 | 10.7ノット |      |      | [ 4 ] |

## 特務艦長
※『日本海軍史』第9巻・第10巻の「将官履歴」及び『官報』に基づく。階級は就任時のもの。
指揮官
- 橋本虎六 中佐：1916年8月19日 - 9月5日
- 名古屋為毅 中佐：1916年9月5日 - 12月1日
- 寺岡平吾 中佐：1916年12月1日 - 1917年12月1日
- 末次綱吉 中佐：1917年12月1日[5] - 1918年8月15日[6]
- 原敢二郎 中佐：1918年8月15日 - 12月1日
- 園田般次郎 中佐：1918年12月1日[7] -
- 池田幸作 中佐：1919年12月1日[8] -

特務艦長
- 江守久 中佐：1920年12月1日[9] - 1921年11月10日[10]
- 木岡英男 中佐：1921年11月10日[10] - 1922年8月1日[11]
- 植村茂夫 中佐：1922年8月1日 - 12月1日
- 野崎直吉 中佐：1922年12月1日[12] - 1923年2月20日[13]
- 平山栄 中佐：1923年2月20日[13] - 1923年10月20日[14]
- （兼）吉川真清 中佐：1923年10月20日[14] - 1923年12月1日[15]
- 鎮目静 中佐：1923年12月1日[15] - 1924年12月1日[16]
- 加藤完 中佐：1924年12月1日[16] - 1925年8月1日[17]
- 寺本武治 中佐：1925年8月1日 - 12月1日
- 服部豊彦 中佐：1925年12月1日[18] - 1926年4月1日[19]
- 山口長南 中佐：1926年4月1日 - 7月10日
- 浅井謙只中佐：1926年7月10日 - 12月1日
- 小檜山真二 中佐：1926年12月1日[20] - 1927年6月25日[21]
- 三好七郎 中佐：1927年6月25日[21] - 1928年6月15日[22]
- 合葉庄司 中佐：1928年6月15日[22] - 12月10日[23]
- 高柳勝次郎 中佐：1928年12月10日[23] - 1929年5月31日[24]
- 西川速水 中佐：1929年5月31日[24] - 1929年11月30日[25]
- 脇鼎 中佐：1929年11月30日 - 1930年12月1日
- 本田源三 中佐：1930年12月1日[26] - 1931年4月1日[27]
- 鮫島具重 中佐：1931年4月1日 - 1931年10月1日
- 福田均三 中佐：1931年10月1日[28] - 1932年12月1日[29]
- 森口重市 中佐：1932年12月1日[29] - 1933年11月10日[30]
- 犬塚惟重 中佐：1933年11月10日[30] - 1934年11月6日[31]
- 佐藤波蔵 中佐：1934年11月6日 - 1935年11月15日